# 中田香織
中田 香織（なかた かおり、旧姓：松岡。1961年〈昭和36年〉1月26日 - 2008年〈平成20年〉8月16日）は静岡県出身のイスラーム学者。専門はイスラーム学ならびにイスラーム地域研究。元山口県立大学国際学部非常勤講師。ムスリム名はハビーバ。夫は同じイスラーム学者の中田考。著述活動や講演活動をしていたのは婚姻後なので、ペンネームやムスリム名での呼ばれ方は、もっぱらハビーバ中田（はびーば なかた）あるいはハビーバ中田香織（はびーば なかた かおり）である。

## 来歴・人物
1961年1月26日、静岡県生まれ。京都大学文学部卒業。卒業論文は、アルベール・カミュの小説・『異邦人』。京大卒業後はフランスに留学し、1990年12月2日にパリのモスクを訪れた事がきっかけで、イスラーム学を志した。
1991年1月、ムハンマド・ハミードッ=ラー（『イスラーム概論』の著者）立ち会いの下、イスラームへ入信。1991年8月～1992年4月までエジプトに滞在し、そこで中田考と知り合い結婚。その後帰国し、1992年7月より月刊『ムスリム新聞』を発刊して、世界的に孤立しやすかったムスリムを結びつける役割を果たした。『ムスリム新聞』は2006年5月20日の第166号を以て幕を閉じた。
実生活では夫・中田考の転勤に伴い、世界各地を転々とした。サウジアラビアではハッジ（メッカへの巡礼）に参加し、神戸では阪神・淡路大震災に被災。1997年～1998年に滞在したカイロでは、サィイド・アブドゥッラー・アル＝ジャゥハリー師からクルアーン読誦（ハフス・アン・アースィムによる読誦法）の免状を授与された。1999年～2002年まで山口県立大学国際学部非常勤講師（イスラーム教文化）を務めた。夫と同様の主張をするムスリムであり、その後アラブ イスラーム学院で、同性愛者、未婚の母、独身、シングルマザーなどといった生き方を批判し、伝統墨守的生き方をも退け、それら2つに代えてイスラーム的女性観をオルタナティブとして紹介するなど彼女の考える『イスラーム』を伝えるために積極的に活動を行った。また、タジュウィード（クルアーンの読誦学）教育に力を入れ、教則本『ブグヤ・イバード・アル＝ラフマーン』を翻訳・出版した。クルアーンのタフスィールの翻訳でも業績を上げ、標準日本語によって読める初のタフスィールを、夫中田考の監訳の元、アラビア語のタフスィール・アル・ジャラーラインの翻訳という形で、提供した。
2002年より夫の同志社大学神学部教授着任に伴い、京都に転居。講演活動やムスリムのための勉強会などを活発に行っていたが、病気のため、2008年8月16日に同地で死去した。47歳没。

## 著書
- 『イスラームの息吹の中で』、泰流社、1993年
- 『やさしいイスラーム講座』、ムスリム新聞社
- 『続・やさしいイスラーム講座』、ムスリム新聞社
- 『ムスリムの道　－礼節・性格編』、ムスリム新聞社
- 『ムスリムの道　－浄化・礼拝編』、ムスリム新聞社
- 『ムスリムの道　巡礼編』、ムスリム新聞社
- 『やさしい神様のお話』、ムスリム新聞社（中田考と共訳）
- 『日亜対訳 クルアーン - 「付」訳解と正統十読誦注解』作品社 2014年